# Boris Karloff Tales of Mystery
Boris Karloff Tales of Mystery est une revue de bandes dessinées éditée par Gold Key Comics de 1962 à 1980. Boris Karloff n'apparaît qu'en tant que présentateur des histoires proposées, mais pas toujours, et offre également parfois une conclusion. Le nom de l'acteur, synonyme de frissons, n'est donc qu'un outil marketing.

## Les débuts
Lorsque Western Publishing rompt son contrat de distribution avec Dell Comics, la société Gold Key est immédiatement créée pour poursuivre ces affaires florissantes. Rappelons qu'au débuts des années 1960, Dell Comics et le plus puissant éditeur américain de comics.
Un certain nombre de séries, Bonanza, Twilight Zone ou Tarzan par exemple, bascule chez le nouvel éditeur mais pas toutes or Dell publie une revue de BD qui a un certain succès, Ghost Stories. Gold Key réplique en créant en octobre 1962 Boris Karloff Thriller dont un deuxième numéro sort en janvier 1963. Par rapport au format habituel de 36 pages, il s'agit d'un gros ouvrage (84 pages) mais dont le prix est en rapport, à 25 cents.
Le test est jugé concluant ; on décide donc de poursuivre la série, avec quelques modifications mineures toutefois (voir infra).

## Tales of Mystery
La pagination est réduite à 36 pages et le prix ramené à 12 cents. Du coup on passe à trois histoires en moyenne par numéro au lieu de sept pendant les tests.
La formule est déjà largement balisée grâce à l'expérience de la revue Twilight Zone : pas d'histoires à suivre mais des récits qui font une dizaine de pages, guère plus et dans lesquels n'apparaissent pas de monstres. À la différence de Marvel, qui à la même époque truffe ses revues d'horreur de monstres repoussants, on n'en trouve guère dans Tales of Mystery. Une cohorte d'animaux dangereux, des fantômes à foison, mais pas de monstres véritables.
Gold Key, comme avant elle Dell Comics, était l'une des rares maisons à ne pas chercher l'approbation de la Comics Code Authority (avec Classics Illustrated et, mais le cas est techniquement différent, EC Comics). Sa promesse implicite vis-à-vis des parents était donc de ne jamais choquer les jeunes lecteurs, étant entendu que les récits de peur font partie intégrante de la culture anglo-saxonne - le fameux Chant de Noël de Charles Dickens n'en est qu'un exemple.
Le succès est tel que la revue Ripley's Believe It or Not que publie également Gold Key depuis 1966 ne va se consacrer qu'aux seuls récits d'horreur dès son numéro 6 en alternant les True Ghost Stories et les True Demons and Monsters.

## Les prolongements
En 1970, Gold Key tente, comme il l'a fait pour son Twilight Zone de sortir un Tales of Mystery Story Digest Magazine de 144 pages qui reprend des histoires déjà parues mais le succès n'est pas complètement au rendez-vous. Qu'à cela ne tienne, Gold Key multiplie par la suite les revues avec cette formule éprouvée. On remarque ainsi Dark Shadows en 1970 d'après la série télévisée, Grimm's Ghost Stories (1972), The Occult Files of Dr Spektor (1973).
L'aventure se termine en 1980. La presse comics connait à ce moment-là de grandes difficultés : le lectorat a changé, Gold Key multiplie les reprises, bref le ressort est cassé. La revue a néanmoins vécu 97 numéros (dont les deux Thriller).

## Intérêt de la collection
Parce qu'elle doit faire face à des problèmes d'auto-censure, la revue a été obligée d'éviter les effets visuels faciles et de se concentrer sur l'essence même de la peur. Les histoires jouent, ou en tout cas essaient de jouer, davantage sur la suggestion que sur la monstration. Dans la même mesure une certaine recherche d'exotisme sans extravagance est recherchée. À titre d'exemple, la deuxième histoire de la série, Crystal Ball, se déroule dans un Paris conforme aux clichés. Cette volonté de connivence est censée entraîner le lecteur sur un terrain connu, alors que l'histoire ne l'est pas, pour brusquement se rompre et entraîner la chute de l'histoire.
Si les scénarios sont intéressants, les dessins sont seulement corrects, la mise en page, façon gaufre, à cinq ou six vignettes par planche, n'est pas d'une grande originalité et les couleurs sont loin d'être aussi travaillées que chez les concurrents d'alors.
Bien que disparue depuis 1980, la revue suscite toujours un relatif engouement comme en témoigne la réédition complète et sous format album cartonné sous jaquette qu'a entrepris Dark Horse Comics depuis 2009.

## Albums
1. Reprend les numéros 1 à 4 - introduction de Sara Karloff, la fille de Boris Karloff - 2009 ;
2. Reprend les numéros 5 à 10 - introduction de Hugh Hefner, le créateur de Playboy - 2010 ;
3. Reprend les numéros 11 à 16 - introduction de John Landis, réalisateur - 2010 ;
4. Reprend les numéros 17 à 22 et # 24[5] - introductions de Ray Bradbury, écrivain, et Peter Bogdanovich, réalisateur et producteur - 2010 ;
5. Reprend les numéros 25 à 32 - introductions de Christopher Lee, acteur, et Frank Sinatra Jr, chanteur - 2011 ;
6. Reprend les numéros 34 à 41 - introduction de Leonard Maltin, critique de cinéma très célèbre aux États-Unis - 2011.